# Nabil Hemani
Nabil Hemani est un footballeur international algérien, né le 1er septembre 1979 à Boghni wilaya de TIZI OUZOU et mort le 12 juin 2014 à Alger. Il évolue au poste d'attaquant.
Formé à l'OMR El Anasser, il joue ensuite à la JS Kabylie, avec qui il remporte le championnat d'Algérie en 2006 et 2008.
Il rejoint en 2008 l'ES Sétif et gagne avec ce club un nouveau titre de champion en 2009 ainsi que, la même année, la Coupe nord-africaine des clubs champions, puis la Coupe d'Algérie. Il retourne ensuite à la JS Kabylie puis, joue au CS Constantine et au NA Hussein Dey.
Il compte cinq sélections en équipe d'Algérie.

## Biographie
Attaquant formé à l'OMR El Anasser, il signe à la JS Kabylie en juin 2005.
À la fin de l'année 2007/2008, il est le meilleur buteur du championnat algérien avec 17 buts. Il quitte la JS Kabylie pour l'ES Sétif pendant l'été 2008 avec laquelle il remporte le Championnat d'Algérie 2008-2009. Vice-champion d'Algérie de Division 2 en 2014 avec le NA Hussein Dey, avec lequel il marque 7 buts, il compte cinq sélections en équipe d'Algérie,.
Il meurt le 12 juin 2014 des suites d'un traumatisme crânien, après être tombé accidentellement d'un immeuble, alors qu'il rendait visite à un de ses amis,. Le 13 juin suivant, il est inhumé au cimetière de Garidi de Kouba.

## Vie privée
Nabil Hemani était marié et père de quatre filles prénommées Maria, Marissa, Lina et Layane,. Son beau-père et son oncle sont également footballeurs,.

## Décès
C'est le jeudi 12 juin 2014 que Nabil Hemani est mort à l'âge de 34 ans. Il a été inhumé le 13 juin 2014 après la Prière du Dhohr au cimetière de Garidi à Alger.

## Palmarès
- Champion d'Algérie en 2006 et 2008 avec la JS Kabylie.
- Vice-champion d'Algérie en 2007 avec la JS Kabylie.
- Finaliste de la Supercoupe d'Algérie en 2006 avec la JS Kabylie.
- Champion d'Algérie en 2009 avec l'ES Sétif.
- Vainqueur de la Coupe nord-africaine des clubs champions en 2009 avec l'ES Sétif.
- Vainqueur de la Coupe d'Algérie en 2010 avec l'ES Sétif.